# Epitranus ruptator
Epitranus ruptator är en stekelart som beskrevs av Walker 1862. Epitranus ruptator ingår i släktet Epitranus och familjen bredlårsteklar. Inga underarter finns listade i Catalogue of Life.